# Convento do Grilo
O Convento do Grilo é um edifício de génese religiosa de arquitectura barroca localizado da freguesia do Beato, em Lisboa. Está classificado como Imóvel de Interesse Público desde o ano de 2002.
É designado de modo alternativo como Igreja e antigo Convento do Grilo, Igreja e Antigo Convento dos Grilos, Recolhimento de Nossa Senhora do Amparo, Recolhimento do Grilo, Convento de Nossa Senhora da Conceição do Monte Olivete ou Igreja Paroquial de São Bartolomeu do Beato.

## História
A comunidade dos Irmãos Descalços de Santo Agostinho instalaram-se no local no ano de 1663, tendo o cenóbio começado a ser construído no ano de 1666. Sofreu um incêndio no ano de 1683, que destruiu a igreja. Sofreu uma reconstrução posterior, não tendo sido muito afectado com o terramoto de 1755. Extintas das ordens religiosas em Portugal, no local foi instalado o Recolhimento de Nossa Senhora do Amparo ou do Grilo.
Em 1897 instalou-se em parte do edifício uma indústria alimentar.

## Características
Alguns dos elemento a destacar são o galilé de três arcos de acesso ao interior, o interior tem oito capelas, três de cada lado da nave e mais duas nos extremos do transepto. A capela-mor é de estilo setecentista com uma imagem de Nossa Senhora do Monte Olivete, orago do convento, uma de São Bartolomeu e uma de Santo Agostinho. Possui azulejos datados do século XVIII.